# Silene laeta
Silene laeta é uma espécie de planta com flor pertencente à família Caryophyllaceae. 
A autoridade científica da espécie é (Aiton) Godr., tendo sido publicada em Mém. Soc. Roy. Sci. Nancy 1846: 174 (1847).

## Portugal
Trata-se de uma espécie presente no território português, nomeadamente em Portugal Continental.
Em termos de naturalidade é nativa da região atrás indicada.

## Protecção
Não se encontra protegida por legislação portuguesa ou da Comunidade Europeia.